# SN 2003av
SN 2003av – supernowa typu Ia odkryta 4 lutego 2003 roku w galaktyce A080132+0248. W momencie odkrycia miała maksymalną jasność 19,60m.